# Pomeys
Pomeys es una comuna francesa situada en el departamento de Ródano, de la región de Auvernia-Ródano-Alpes.

## Geografía
Está situada a 33 kilómetros en el suroeste de Lyon.

## Toponimia
El nombre proviene del latín pomaria que significa «vergel».

## Demografía
| 765 | 716 | 660 | 738 | 842 | 824 | 939 | 1 033 | 1 136 |
| Para los censos de 1962 a 1999 la población legal corresponde a la población sin duplicidades (Fuente: INSEE [Consultar]) |     |     |     |     |     |     |       |       |